# 5093 Svirelia
Az 5093 Svirelia (ideiglenes jelöléssel 1982 TG1) a Naprendszer kisbolygóövében található aszteroida. Ljudmila Georgijevna Karacskina fedezte fel 1982. október 14-én.